# Hotel Brda w Bydgoszczy
Hotel Brda – funkcjonujący w latach 1972-2019 trzygwiazdkowy hotel zlokalizowany w centrum Bydgoszczy, przy ulicy Dworcowej.

## Historia
Pierwsze projekty budowy hotelu w obecnym miejscu miały miejsce już w 1956. W owym czasie w mieście brakowało obiektu hotelarskiego przystosowanego do przyjmowania większej liczby gości, ponieważ hotele znacjonalizowane po 1945 (jak np. Hotel Pod Orłem), choć często reprezentacyjne, dysponowały niewielką liczbą miejsc noclegowych. W związku z tym podjęta została decyzja o budowie nowego obiektu, którego projektantem została firma "Miastoprojekt". Ostateczny projekt uzyskał akceptację Miejskiej Rady Narodowej dopiero po 9 latach. Budowę hotelu po 2 latach przygotowania lokalizacji rozpoczęto w roku 1967, a zakończono w roku 1972. Wykonawcą inwestycji było Bydgoskie Przedsiębiorstwo Budownictwa Miejskiego. Koszt budowy wyniósł 50 mln złotych. Obiekt oddano do użytku 29 sierpnia 1972. Tego dnia o godzinie 7:00 otworzono hotelową kawiarnię z 75 miejscami, o 13:00 – 150-miejscową restaurację, a o 16:00 – hotelową recepcję. Dodatkowo obiekt posiadał wówczas fryzjernię (II piętro), placówkę PKO (III piętro), bar-klub, salę telewizyjną oraz taras widokowy (X piętro). Potrzeby zmotoryzowanych zaspokajał własny parking i garaże dla 45 pojazdów, w tym 15 stanowisk dla autobusów. W końcu 1972 obiekt jako pierwszy kraju otrzymał własną centralę telefoniczną produkcji Warszawskich Zakładów Urządzeń Telekomunikacyjnych. Komunikację między kondygnacjami ułatwiały 3 windy wyprodukowane na licencji szwedzkiej oraz 2 dźwigi potrawowe. Dostawcą mebli była spółdzielnia inwalidów ze Środy Wielkopolskiej. Hotel zatrudniał w owym czasie 240 pracowników. O jego nowoczesności miało świadczyć wyposażenie wszystkich pokojów w łazienki, aparaty telefoniczne oraz radia. Wraz z budową nastąpiło praktyczne zamknięcie ulicy Śniadeckich od ul. Dworcowej do Ślusarskiej – pozostawiono wyłącznie możliwość jazdy w kierunku placu Piastowskiego dla ograniczonej grupy użytkowników.
W 2019 właściciel obiektu złożył w Urzędzie Miasta wniosek o zmianę przeznaczenia obiektu na budynek mieszkalny z funkcją usługowo-handlową na parterze. W rezultacie budynek został rozbudowany i podwyższony o 1 piętro. Na 11 piętrze powstały dwa apartamenty (126-metrowy z blisko 67-metrowym tarasem oraz 117,5-metrowy z tarasem 49-metrowym) z prywatną windą. Ponadto znajdzie się tu taras na dachu oraz 106 mieszkań. Po drugiej stronie ulicy Fredry w styczniu 2023 miano rozpocząć budowę czterokondygnacyjnego parkingu z 92 miejscami w postaci budynku imitującego kamienicę. Autorami modernizacji są architekci z poznańskiej pracowni Con-Project. W toku modernizacji budynek zmienił kolorystykę z żółtej na grafitowo-białą. Wiosną 2023 prace przy obiekcie wstrzymano z powodu problemów finansowych inwestora.
W efekcie tych planów gości hotelowych przyjmowano w obiekcie na nocleg do 21 grudnia 2019, po czym hotel został zamknięty, a jego wyposażenie sprzedano.

## Charakterystyka
Po oddaniu do użytku hotel dysponował według różnych źródeł 342-346 miejscami noclegowymi w 174 pokojach jednoosobowych, 74 dwuosobowych oraz 20 apartamentach. Przed zamknięciem hotel dysponował 205 pokojami jedno- oraz dwuosobowymi, w tym dwoma dostosowanymi do potrzeb osób niepełnosprawnych, dziewięcioma salami wielofunkcyjnymi (w tym 200-osobową salą konferencyjną), restauracją, barem, sauną, solarium, gabinetem masażu, wypożyczalnią samochodów oraz parkingiem.